# Antonín Chmel

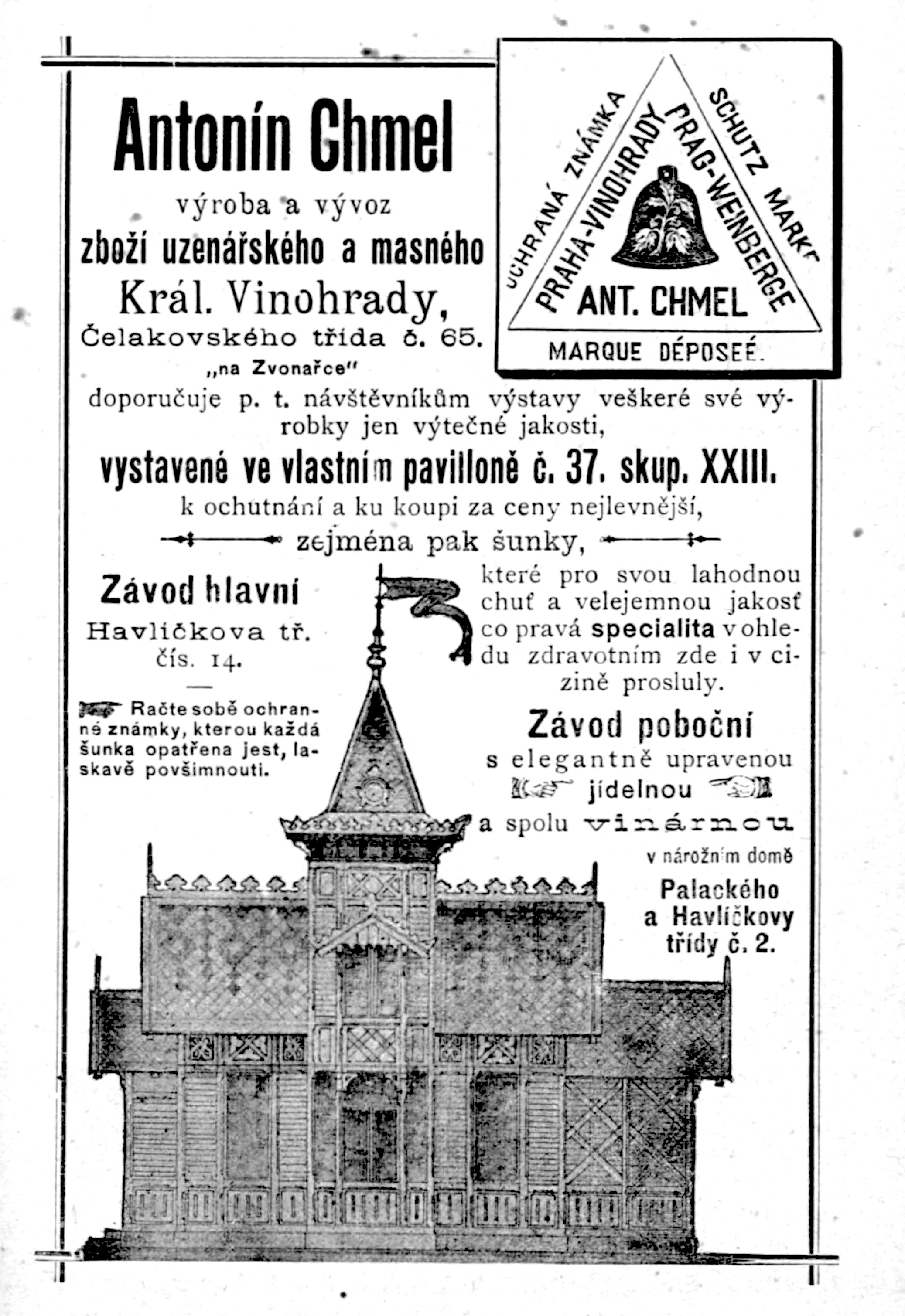
Reklama pavilónu Antonína Chmela na Jubilejní zemské výstavě v Praze roku 1891

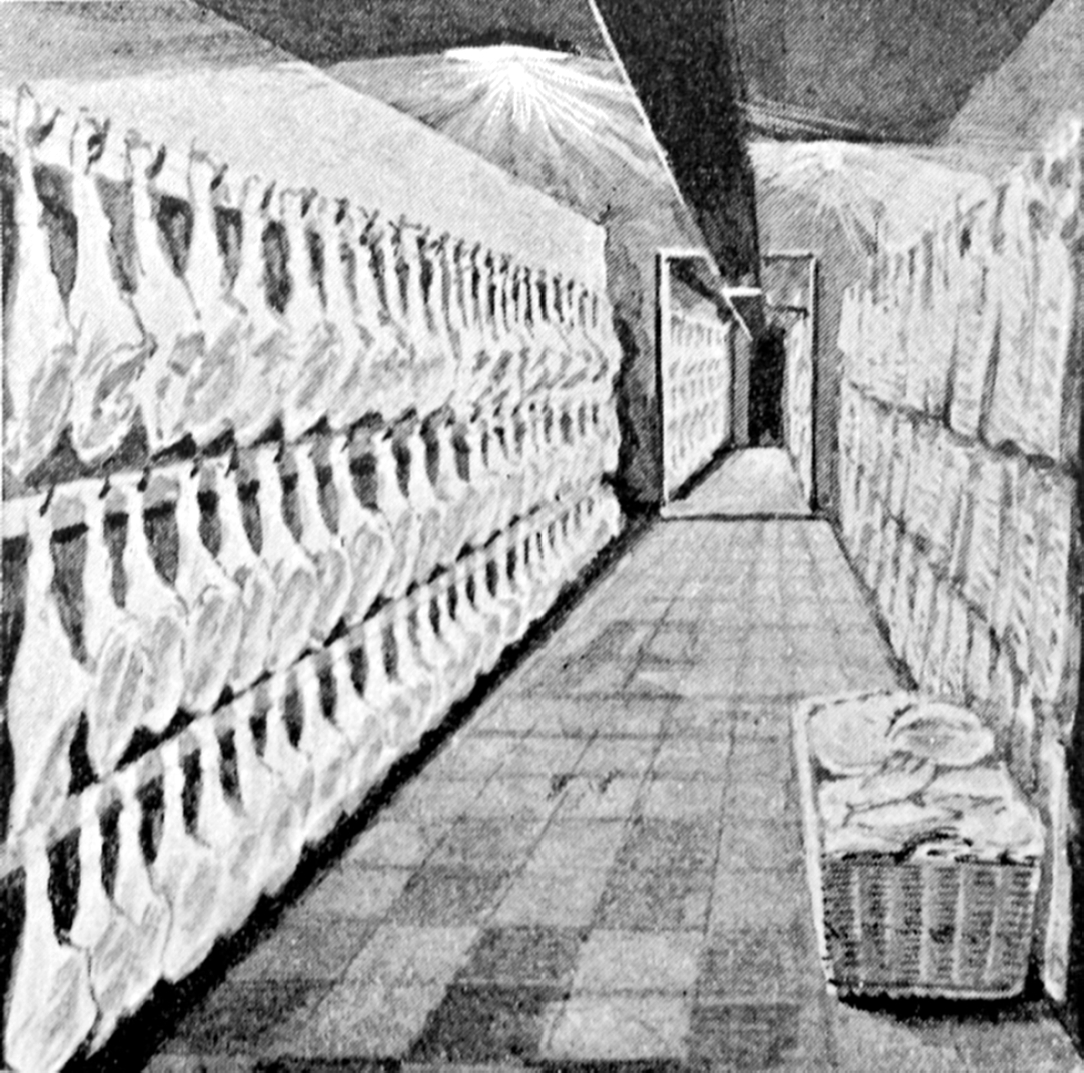
Udírna šunky v Chmelově uzenářském závodě, 1898

Antonín Chmel (německy též Anton Chmel, 18. října 1855 Říčany – 16. září 1898 Královské Vinohrady) byl český podnikatel v době Rakouska-Uherska, který se proslavil v oboru uzenářství vývozem pražské šunky. Později na Královských Vinohradech u Prahy založil vlastní uzenářskou firmu. Stal se C. a k. dvorním dodavatelem císařského dvora ve Vídni.

## Historie výroby
Pocházel z chudé řeznické rodiny z Říčan. Chmel pokračoval v experimentech řezníka a uzenáře Františka Zvěřiny z roku 1857 s naložením kýty vcelku i s kostí. Jednalo se o luxusní výrobek, který se prodával po celém území Rakouska-Uherska. Její napodobeniny se začaly vyrábět ve Francii a v USA.

### Podnikání
Šunka Antonína Chmela z pražské Zvonařky, který ji vyráběl od roku 1879 měla dobrý zvuk. Ten svoji výrobu rozšířil a v roce 1898 u něj pracovalo už 28 dělníků. Šunka se stala věhlasnou a firma se dále rozrůstala. Díky nejvyšší kvalitě svých výrobků Antonín Chmel získal privilegium c. a k. dvorního dodavatele, a zboží dodával také ke královským dvorům v Bavorsku a Rumunsku.
V  roce 1929 měla jeho firma už 250 zaměstnanců. Po únoru 1948 byla jeho firma znárodněna a výroba šunky od kosti prakticky zanikla a byla postupně nahrazena dušenou šunkou, krytou aspikovým povrchem, v konzervě s typickým vejčitým tvarem.

### Úmrtí
Antonín Chmel zemřel krátce před půlnocí 16. září 1898 na Královských Vinohradech na srdeční slabost ve věku 42 let. O jeho úmrtí referovaly obsáhlým nekrologem 17. září Národní listy. Pohřben byl v arkádách kaple sv. Václava na Vinohradském hřbitově.

### Rodina
- Roku 1882 se oženil s Josefou Kafkovou z Nuslí (* 1864), jejich jediným potomkem byla dcera Marie (* 1882), která se provdala za stavitele Jana Šimáčka, takže podnik zůstal bez přímého pokračovatele.[7]
- Jeho bratrancem byl český koncertní a operní pěvec Váša Chmel.